# 김충식 (소방공무원)
김충식은 서울특별시 종로구에서 출생하였다. 이후 건국대학교 문과대학에서 국어국문학을 전공하고 학사 학위를 받았으며, 같은 대학교 대학원에서 문학 석사 학위를 취득하였다. 1990년 2월 13일, 제6기 소방간부후보생 과정을 수료하고 소방위로 임용되며 소방공무원으로서의 경력을 시작하였다.
중앙행정기관인 소방방재청에서는 생활안전과장과 방호조사과장을 역임하며 화재예방 및 구조 업무의 정책 수립에 기여하였다. 또한, 지방 현장 경험도 풍부하여 의정부소방서장, 일산소방서장, 고양소방서장을 역임하며 도시형 재난 대응체계의 현장 운영을 주도하였다.
광주소방학교장과 인천소방학교 초대 교장을 역임하며 후진 양성과 교육 시스템 정비에도 참여하였다. 이후 충청북도 소방본부장으로 발령받아 광역단위 재난 대응과 조직 운영을 총괄하는 경험을 쌓았으며, 소방청 대변인으로도 근무하며 대국민 홍보 및 언론 소통 업무를 수행하였다.

### 강원특별자치도 소방본부장
김충식은 2019년부터 강원도 소방본부장으로 재직하면서 강원 지역의 지형적 특성과 계절적 재난 요소에 대응하는 소방정책을 추진하였다. 그는 특히 강원도의 산악 및 해안 복합지형에 따른 화재·구조·수난 대응의 적시성과 기동성 확보에 중점을 두었다. 본부장 재임 초기에 미국 뉴욕 소방국을 비롯한 동부지역의 소방기관을 방문하여 해외 소방정책 및 구조대 운영체계를 벤치마킹하였으며, 이를 기반으로 강원도의 구조대 전문성 강화 방안을 모색하였다.
2020년에는 정선소방서를 방문하여 코로나19 대응 상황을 직접 점검하였으며, 철원, 화천, 양구, 태백, 횡성 등 도내 주요 지역의 소방서를 순회하며 현장 직원들을 격려하고 재난대응 및 화재 취약시설 점검을 병행하였다. 특히 겨울철 전통시장과 노인요양시설, 병원 등 다중이용시설에 대한 사전 화재예방 점검 활동을 집중 전개하였다.
또한, 의용소방대와의 간담회를 통해 민관 협력의 강화를 시도하였으며, 도민과의 직접적인 접촉을 통해 주택용 소방시설 보급 사업 등 생활 밀착형 안전정책을 현장에 안착시키기 위해 노력하였다.
이 밖에도 호국보훈의 달을 맞아 국가유공자 가정을 방문하여 화재예방용 물품과 주택용 소방시설을 지원함으로써 사회적 배려계층에 대한 안전복지의 실현에도 관심을 보였다.

## 사건
김충식 전 본부장은 2019년 하반기, 강원도 소방본부 특수구조단이 인명구조용 드론을 수의계약 방식으로 구매하는 과정에 개입한 혐의를 받았다. 경찰은 김 전 본부장이 특정 업체에 일감을 몰아주도록 압력을 행사하고, 야간 수색용 드론 구매 결정에 영향을 미쳤다는 의혹을 제기했다. 이와 관련하여 2021년 5월 초, 강원경찰청은 도 소방본부장 집무실과 구조과 사무실을 압수수색하고, 관련 서류와 계약 자료 등을 확보하며 강제수사에 착수했다. 경찰은 드론 외에도 화재현장 탈출장비 납품 과정에 대한 불법적 계약 관여 의혹이 추가로 제기되자 이 부분도 함께 수사 대상에 포함했다.
김 전 본부장은 2021년 5월 4일 피의자 신분으로 입건된 뒤, 소방청으로부터 직위 해제 및 대기발령 조치를 받았다. 경찰은 청탁금지법 및 직권남용 혐의를 포함하여 수사를 진행하였다. 이후 2021년 6월 29일 춘천지방법원에서 영장 실질 심사가 열렸으며, 검찰은 드론 계약 특혜 및 청탁금지법 위반 등의 사실을 바탕으로 구속영장을 청구했다. 그러나 6월 30일 정문식 영장전담 부장판사는 도주 우려와 증거 인멸 가능성이 낮다는 이유로 영장을 기각하였다.